# Mürzsteg
Mürzsteg là một đô thị thuộc huyện Mürzzuschlag bang Steiermark, nước Áo. Đô thị Mürzsteg có diện tích 108,58 km², dân số thời điểm cuối năm 2008 là 782 người.